# فرنسيس كزافييه روكي
فرنسيس كزافييه روكي (بالإنجليزية: Francis Xavier Roque)‏ هو كاهن كاثوليكي أمريكي، ولد في 9 أكتوبر 1928 في بروفيدنس في الولايات المتحدة.